# (4232) Aparicio
(4232) Aparicio és un asteroide que forma part del cinturó interior d'asteroides i va ser descobert per l'equip de l'Observatori Félix Aguilar el 13 de febrer de 1977 des de l'observatori del Leoncito, Argentina.
Inicialment va rebre la designació de 1977 CD. Més endavant, en 1997, es va nomenar en honor del geòleg argentí Emiliano Pedro Aparicio (1921-1988).
Orbita a una distància mitjana de 1,936 ua del Sol, podent allunyar-se'n fins a 2,098 ua i acostar-s'hi fins a 1,774 ua. Té una inclinació orbital de 21,7 graus i una excentricitat de 0,08353. Emplea a completar una òrbita al voltant del Sol 984 dies.

Aparicio pertany al grup asteroidal d'Hungaria. La magnitud absoluta d'Aparicio és 13,7 i el període de rotació de 54,4 hores.